# Gefjun

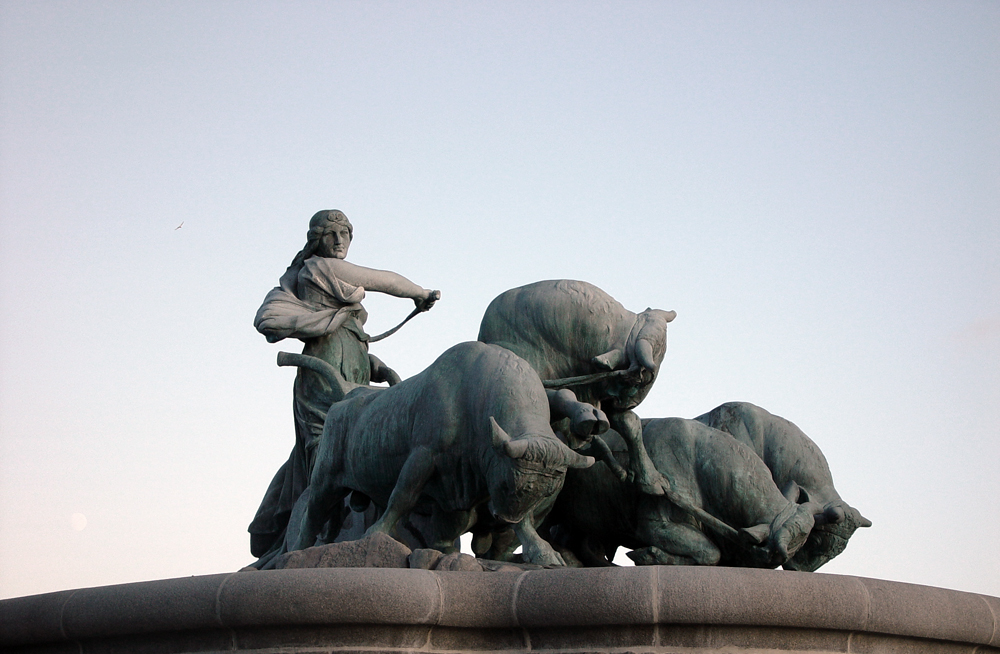
Detalhe da Fonte de Gefjun (1908) por Anders Bundgaard

Na mitologia nórdica, Gefjun (ou Gefjon, ou ainda a grafia alternativa Gefion) é uma deusa Vanir, associada à arada, a ilha dinamarquesa Zelândia, a o rei sueco lendário Gylfi, o rei Skjöldr e a virgindade. Ela é citada no Edda em verso, compilado no século XIII a partir de fontes tradicionais; no Edda em prosa e no Heimskringla, escrito também no século XIII por Snorri Sturluson. Também, nas obras dos escaldos.

## Etimologia

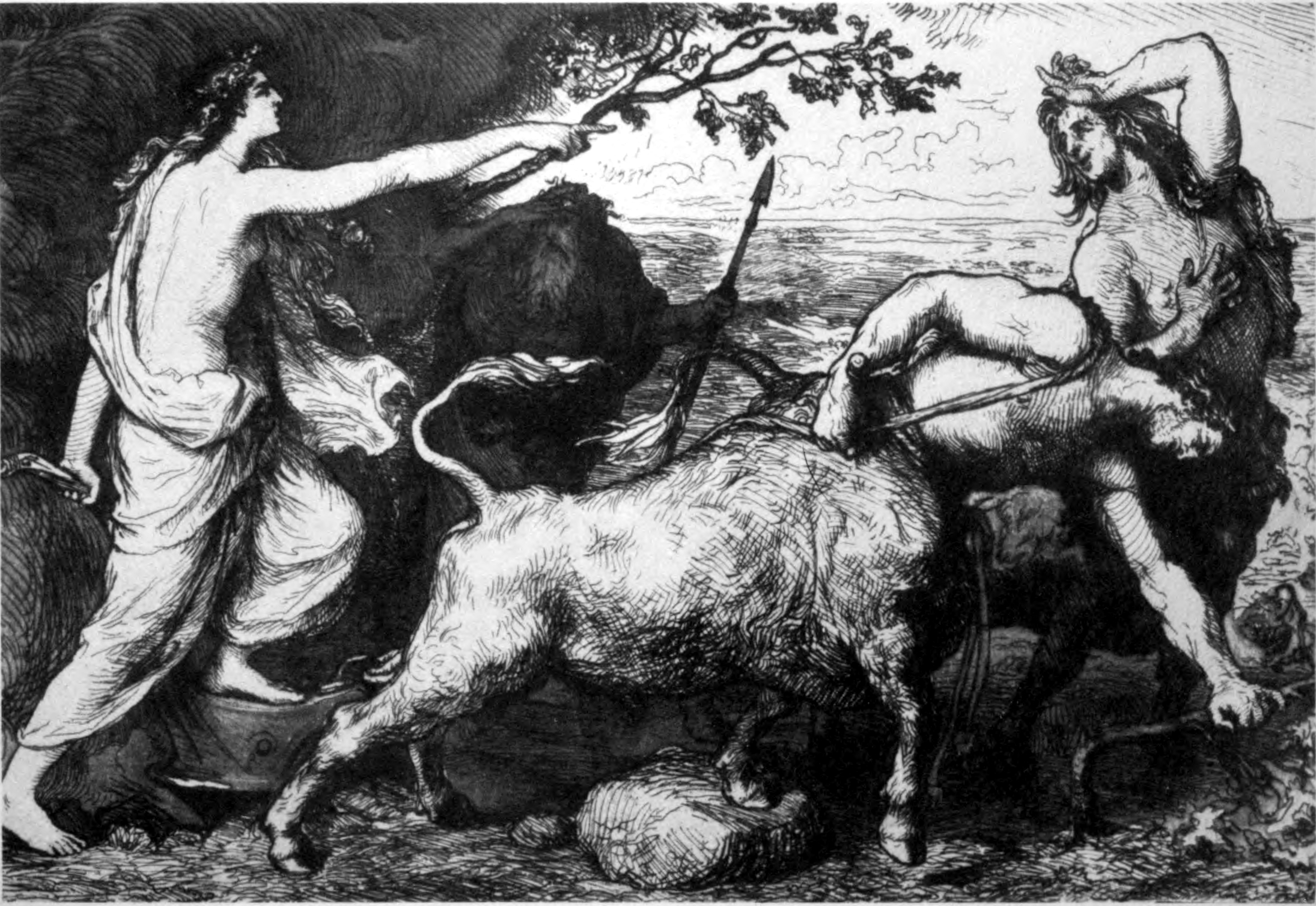
Gefjun (1906) por Lorenz Frølich

A etimologia de Gefjun é incerta entre os especialistas. De acordo com estudos modernos, Gef- é geralmente relacionado ao nome Gef-n, que por sua vez é um dos diversos nomes para a deusa Freya, e que provavelmente significa "aquela que provê (prosperidade ou felicidade)."

## Edda em prosa
Tanto o Edda em prosa quanto o Heimskringla citam que ela desapareceu onde hoje é o Lago Malar, Suécia, e naquela terra foi formada a ilha de Zelândia. No Edda também é descrito que ela era não somente virgem, mas que todos que morressem virgens seriam seus assistentes. Já o Heimskringla cita que ela era casada com o rei Skjöldr.

## Influência
Gefjun aparece em diversas fontes como a mãe alegórica da Noruega, Suécia e Dinamarca no poema sueco Gefion, a Poem in Four Cantos de Eleonora Charlotta d'Albedyhll (1770-1835). Uma fonte mostrando a deusa dirigindo seus bois para puxar seu arado é obra de Anders Bundgaard (1908), presente em Copenhage, na ilha de Zelândia, assim como no mito. Toda uma família de asteroides, Gefion, e o asteroide 1272 Gefion (descoberto em 1931 por Karl Wilhelm Reinmuth) também estão associados ao nome da deusa.